# 稚内分屯地
座標: 北緯45度26分15秒 東経141度39分06秒 / 北緯45.437490100961284度 東経141.6515350341797度
稚内分屯地（わっかないぶんとんち、JGSDF Vice-Camp Wakkanai）は、野寒布岬近くの北海道稚内市恵比須5-2-1に所在し、陸上自衛隊・海上自衛隊・航空自衛隊や情報本部が共同使用している防衛省施設における陸上自衛隊としての呼称で、名寄駐屯地の分屯地として運用されている。

## 概要

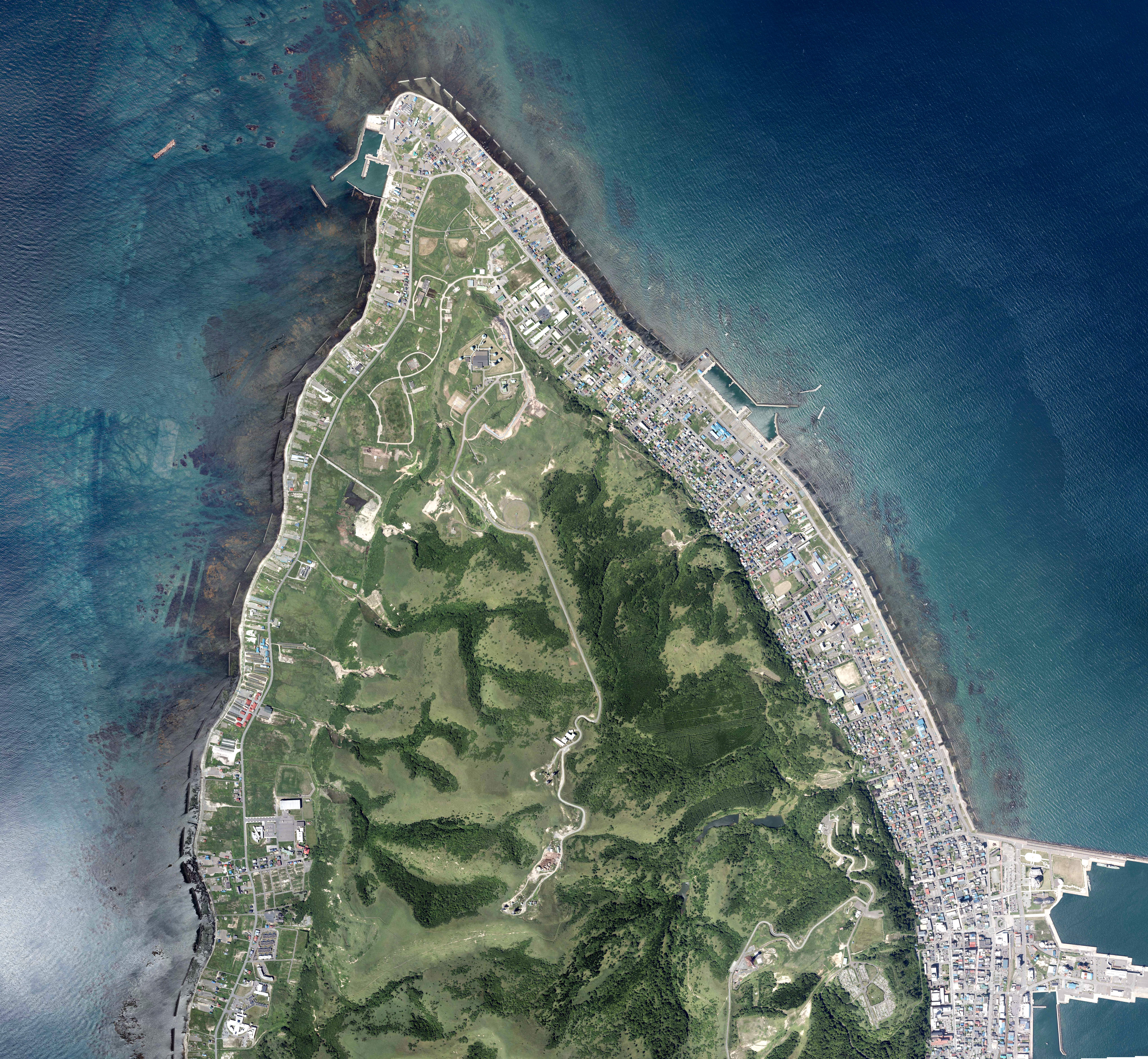
稚内分屯地周辺の空中写真。2018年7月17日撮影の12枚を合成作成。。

同施設内には海上自衛隊の陸上施設が併設されており、主要な施設や敷地は航空自衛隊三沢基地の分屯基地である航空自衛隊稚内分屯基地が占めている。
陸上自衛隊は「稚内分屯地」（わっかないぶんとんち、JGSDF Vice-Camp Wakkanai）、海上自衛隊は「稚内基地分遣隊」（わっかないきちぶんけんたい、JMSDF Wakkanai Base Facility）と各自衛隊拠点の呼称があるが、1954年（昭和29年）12月、アメリカ空軍のレーダーサイトに、航空自衛隊の北部航空警戒管制隊第1中隊第2小隊が展開して、その後、正式に「航空自衛隊稚内分屯基地（わっかないぶんとんきち、JASDF Wakkanai Sub Base）」となった。
稚内分屯基地は、「陸」「海」「空」の3つの自衛隊が同じ敷地に所在する全国でも珍しい基地である。
陸上自衛隊の普通科部隊や海上自衛隊の護衛艦群などの実力部隊は配備されておらず、通信の傍受や宗谷海峡での船舶監視などを主な任務としている。航空自衛隊の分屯基地内には航空自衛隊が主に使用する共用ヘリポート（50m×20m）がある。各自衛隊の部隊では、陸上自衛隊分屯地司令は第301沿岸監視隊長と兼務の2等陸佐、海上自衛隊基地分遣隊の隊長は2等海佐、航空自衛隊分屯基地司令は第18警戒隊長と兼務の1等空佐を充てており、基地の特性上、航空自衛隊の部隊長が常に最先任者となるよう配置されている。最寄の演習場は、鬼志別演習場。

## 沿革
アメリカ軍
- 1945年（昭和20年）10月：アメリカ軍の稚内市内駐屯開始[3][4]。
- 1952年（昭和27年）4月：米軍稚内航空基地隊としてノシャップ地区に移設[4]。

航空自衛隊稚内分屯基地
- 1954年（昭和29年）12月：レーダー運用部隊として航空自衛隊北部航空警戒管制隊第1中隊第2小隊が展開[5]。
- 1956年（昭和31年）
  - 9月：第1警戒隊第2小隊に改編[5]。
  - 10月15日：第301沿岸監視隊が稚内分屯地に駐屯[6]。

陸上自衛隊名寄駐屯地稚内分屯地・航空自衛隊稚内分屯基地
- 1956年（昭和31年）
  - 10月25日：名寄駐屯地稚内分屯地が開設。
  - 10月31日：第301沿岸監視隊が稚内分屯地に移駐。
- 1957年（昭和32年）
  - 北部方面調査隊稚内派遣隊（現：北部情報保全隊稚内情報保全派遣隊）が新編。
  - 9月：航空自衛隊第18警戒中隊に改編[5]。
- 1959年（昭和34年）11月：アメリカ空軍第848航空警戒管制中隊（USAF 848th Aircraft Control & Warning Squadron 本部：三沢）第18分遣隊よりレーダー運用移管[5]。
- 1960年（昭和35年）1月20日：第382基地通信中隊稚内派遣隊（現第301基地通信中隊稚内派遣隊）が新編。
- 1961年（昭和36年）
  - 3月25日：旭川地方連絡部稚内分駐所（現：旭川地方協力本部稚内地域事務所）が新編。
  - 7月15日：航空自衛隊第18警戒群に改編[7]。
- 1962年（昭和37年）8月15日：第342会計隊稚内派遣隊が新編。
- 1972年（昭和47年）6月30日：米軍業務が閉鎖（航空自衛隊へ所管移転）[4]。

陸上自衛隊名寄駐屯地稚内分屯地・海上自衛隊稚内基地分遣隊・航空自衛隊稚内分屯基地
- 1974年（昭和49年）3月16日：海上自衛隊大湊地方隊稚内基地分遣隊が所在し海上自衛隊稚内基地が発足[8]。
- 1982年（昭和57年）：名寄駐屯地業務隊稚内管理班が新編。
- 1987年（昭和62年）12月：J/FPS-2レーダ運用開始[7]。
- 1991年（平成3年）3月29日：第439会計隊が稚内分屯地に新編[9]。
- 2000年（平成12年）3月31日：第18警戒隊に改編[7]。
- 2015年（平成27年）3月26日：会計隊の改編に伴い、第439会計隊が廃止され、第342会計隊稚内派遣隊が設置される。
- 2017年（平成29年）：J/FPS-2レーダ運用終了[10]
- 2022年（令和4年）：J/FPS-7Bレーダ運用開始[10]
- 2025年（令和7年）3月24日：海上自衛隊の組織改編に伴い[11]、稚内基地分遣隊が横須賀地方隊隷下となった函館基地隊に編入[12]。

## 駐屯部隊・機関
分屯基地管理業務（警備・給食等）は名寄駐屯地業務隊稚内管理班および第301沿岸監視隊所属の陸上自衛官・技官が行っている。また、電気・給気は海上自衛隊部隊からも要員の差し出しのうえ共同で実施している。基地内の各種契約・会計管理は陸自の会計隊が一括で実施、外部回線および基地内の通信業務等も陸自の基地システム通信中隊派遣隊が一括で担当している。

## 陸上自衛隊稚内分屯地

### 北部方面隊隷下部隊
- 北部方面情報隊
  - 第301沿岸監視隊：宗谷海峡の監視
- 北部方面会計隊
  - 第342会計隊
    - 稚内派遣隊
- 北部方面システム通信群
  - 第101基地システム通信大隊
    - 第301基地通信中隊
      - 稚内派遣隊
- 名寄駐屯地業務隊
  - 稚内管理班：稚内分屯基地全般の各種業務支援および警備の一部を担当

## 海上自衛隊稚内基地
- 横須賀地方隊
  - 函館基地隊
    - 稚内基地分遣隊：稚内港の掃海や宗谷海峡警備業務のため寄港する艦船の受け入れを担当。

## 航空自衛隊稚内分屯基地
- 北部航空警戒管制団
  - 第18警戒隊：稚内レーダーサイトの運用（J/FPS-7レーダー）：レーダーサイトの運用の他に稚内分屯基地の警備を担当
- 作戦情報隊
  - 電波情報収集群
    - 第1収集隊

## 情報本部
- 電波部
  - 東千歳通信所
    - 稚内係：ロシアの通信の傍受

## 最寄の幹線交通
- 一般道：国道40号、北海道道106号稚内天塩線、北海道道121号稚内幌延線、北海道道254号抜海港線
- 鉄道：JR北海道宗谷本線 稚内駅
- 港湾：稚内港（重要港湾）
- 飛行場：稚内空港（第二種空港）